# مینستری آو ساوند
گروه مینستری آو ساوند (انگلیسی: Ministry of Sound) یک بنگاه سرگرمی‌های چندرسانه‌ای مستقر در لندن است که دارای یک باشگاه شبانه، فضای کاری اشتراکی، باشگاهی برای اعضای خصوصی، مرکز برگزاری رویدادهای جهانی، بنگاه نشر موسیقی و یک باشگاه تناسب اندام است.
```
جیمز پالومبو یکی از بنیان‌گذاران و رئیس و مدیرعامل اجرایی سابق این گروه است.
[
۱
]
 او مدیریت روزمرهٔ این تجارت را در سال ۲۰۰۸ به لوهان پریزنسر واگذار کرد. در سال ۲۰۱۸، پریزنسر به سمت ریاست این گروه منصوب شد.
```

## باشگاه شبانه

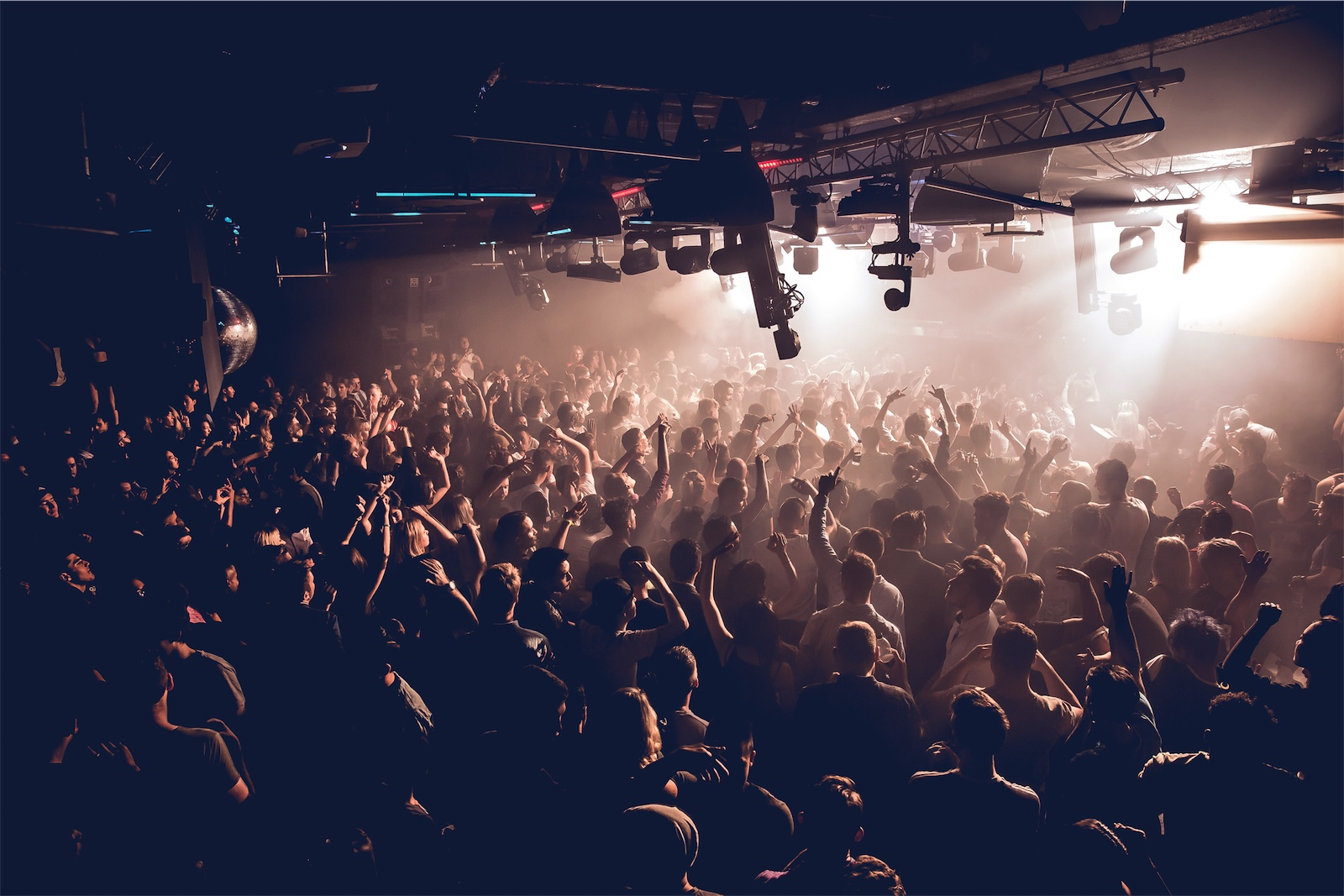
جعبه (اتاق اصلی) در مینستری آو ساوند

مینستری آو ساوند بر اساس ایدهٔ جاستین برکمان شکل گرفت. برکمان که ایدهٔ تأسیس این مکان را از باشگاهی در نیویورک با نام گاراژ بهشت گرفته‌بود — و در مورد آن گفته‌بود که این باشگاه «یک باشگاه فوق‌العاده بود. نور داشت و تاریکی، موسیقی داشت و سکوت – هر آنچه که می‌خواستی» — تصمیم گرفت که نخستین باشگاه اختصاص یافته به صحنه‌های موسیقی هاوس آمریکایی دهه ۱۹۸۰ در نیویورک، نیوآرک، شیکاگو و دیترویت را در لندن بنا کند. از آنجا که مینستری آو ساوند تعادل مرسوم میان مؤلفه‌های یک مکان مخصوص موسیقی زنده را ندارد، به‌عنوان مکانی که کاملاً به صدا اختصاص یافته‌است، در نظر گرفته می‌شود. برکمان اشاره کرده‌است که: «ایدهٔ من برای مینستری صرفاً این بود: اول ۱۰۰٪ سیستم صوتی، دوم نورپردازی، سوم طراحی (به همین ترتیب)؛ برعکس ایدهٔ سایرین.» به گفتهٔ او، سیستم صوتی باشگاه ۵۰۰٬۰۰۰ پوند هزینه برداشت و همان مبلغ نیز برای عایق کردن باشگاه در برابر خروج صدا با استفاده از منیزیت خرج شد: آن‌ها قصدشان این بود که بتوانند بدون آزار رساندن به همسایه‌ها، صدای سیستم صوتی را تا جای ممکن بالا ببرند، و در پی یک آزمایش، بدون درز کردن صدا به بیرون از باشگاه، صدای سیستم صوتی را تا ۱۵۰ دسی‌بل بالا بردند. این باشگاه علاوه بر الهام گرفتن از گاراژ بهشت، ایدهٔ تغییر طراحی صحنه خود را نیز از یک باشگاه دیگر در نیویورک با نام ایریا قرض گرفت، و نخستین صحنهٔ آن بر پایهٔ فیلم بلید رانر، فیلم مورد علاقهٔ برکمان طراحی شد.
هامفری واترهاوس برکمان را در راستای تحقق ایده‌آش به جیمز پلامبو، که در آن زمان در زمینهٔ سرمایه‌گذاری در املاک فعالیت می‌کرد، معرفی کرد. محل احداث باشگاه، که یک پارکینگ اتوبوس متروک بود، در منطقهٔ الفنت و کاسل در سات‌ارک، لندن واقع شده‌است. این باشگاه در ۲۱ سپتامبر ۱۹۹۱ افتتاح شد و از آن تاریخ تاکنون در همین مکان قرار داشته‌است. برکمان که «مقدار زیادی نام احمقانه» مانند «از پای من دور شو» و روح و خانم مرغ را برای باشگاه در نظر داشت، در نهایت پس از عبور از جلوی ساختمان اصلی وزارت دفاع نام مینستری آو ساوند (به فارسی: وزارت صدا) را برای باشگاه انتخاب کرد.
مینستری آو ساوند با اجراهایی از دی‌جی‌های آمریکایی سبک هاوس و گاراژ، لری لوون، دیوید مورالس، راجر سانچز، تونی هامفریز و پل اوکنفولد، به‌عنوان مکانی برای گرد آمدن علاقه‌مندان به باشگاه‌های شبانه شناخته‌شد. به گفتهٔ برکمان، مینستری آو ساوند در شش ماههٔ نخست فعالیتش با جذب مشتریان سرشناس و مشهور باشگاه شبانهٔ ترمپ، این باشگاه رقیب را خالی کرد، اما پس از آن «مراجعهٔ آن‌ها متوقف شد و باشگاه بیشتر به جامعهٔ موسیقی رقص اختصاص یافت». این باشگاه اکنون به‌صورت سالانه حدود ۳۰۰٬۰۰۰ نفر را جذب خود می‌کند و تاکنون میزبان اجرای دی‌جی‌های محبوبی همچون آدام بیر، دی‌جی هاروی، دیکسون، مارشملو، جوزف و پیت تانگ بوده‌است. در تمام سال‌هایی که اهدای جایزهٔ جایزهٔ آی‌دی‌ام‌ای برای «بهترین سیستم صوتی جهان» در جریان بود، این باشگاه برای چهار سال متوالی موفق شد این جایزه را از آن خود کند.

### خطر تعطیلی

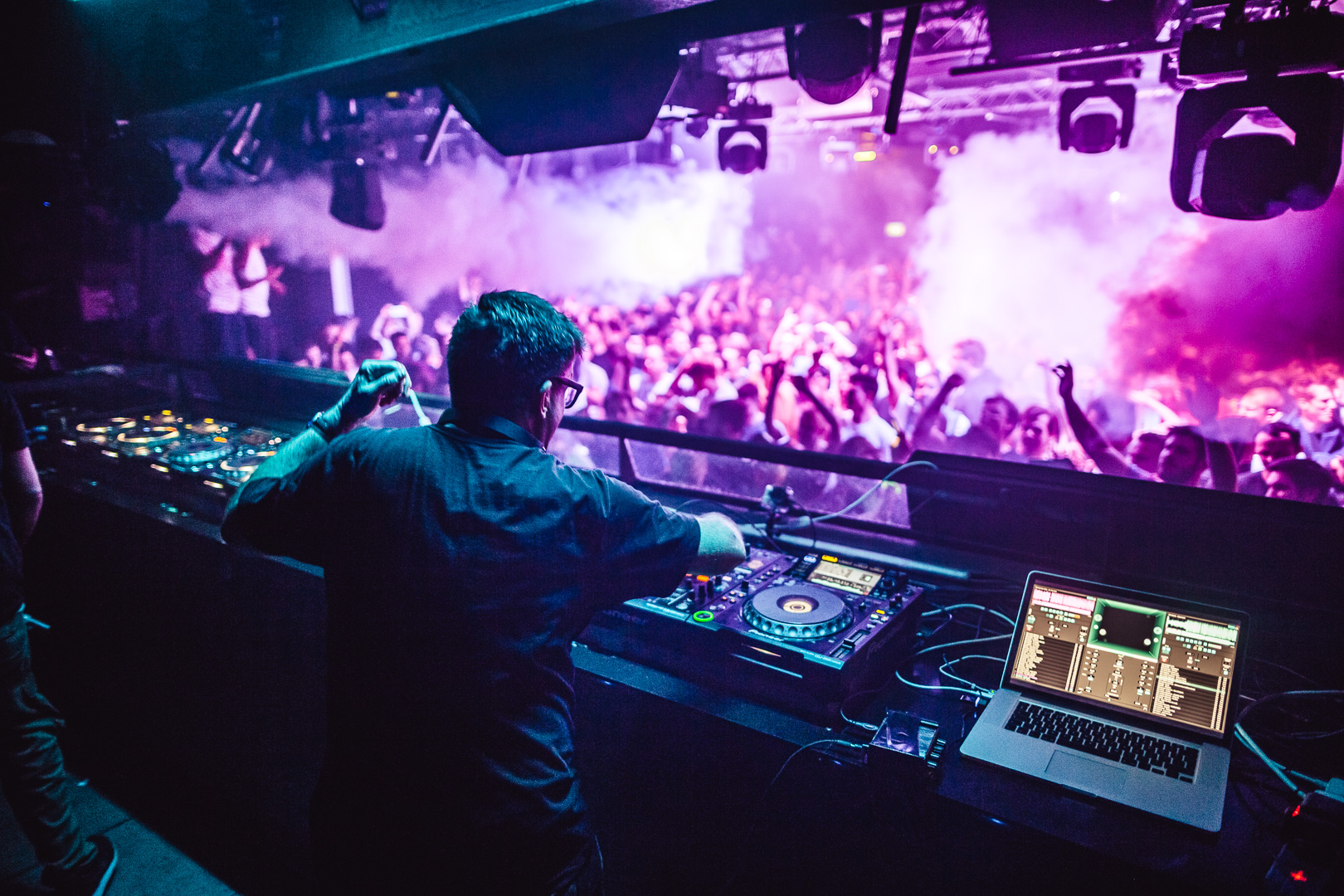
سیستم دالبی اتموس در عمل در مینستری آو ساوند

موجودیت مینستری آو ساوند در موقعیت‌های زیادی به‌واسطهٔ توسعهٔ مجدد مکان‌های دیگر در الفنت و کاسل در خطر بوده‌است. مهم‌ترین این موارد، توسعهٔ مجدد آیلین هاوس بود که یک برج در مقابل ورودی این باشگاه شبانه بود. مینستری آو ساوند جهت نجات این باشگاه از خطر تعطیلی، از سال ۲۰۰۹ تا سال ۲۰۱۴ با کارزارهای عمومی مختلفی به مبارزه پرداخت. شکل‌گیری این تهدیدها پس از یک جلسهٔ استماع در نوامبر ۲۰۱۳ در سیتی‌هال لندن در حضور شهردار وقت لندن، بوریس جانسون به اوج خود رسیدند. در ۱۹ دسامبر ۲۰۱۳، توافقنامهٔ قانونی مهمی بین مینستری آو ساوند و توسعه‌دهندهٔ آیلین هاوس، اوک‌مین منعقد شد تا امکان توسعهٔ مجدد آیلین هاوس بدون به‌خطر انداختن آیندهٔ این باشگاه فراهم شود.

### دالبی اتموس
در سال ۲۰۱۶ مینستری آو ساوند همکاری خود با آزمایشگاه دالبی را آغاز کرد تا به‌عنوان نخستین باشگاه در صنعت باشگاه‌های شبانه به سیستم صوتی فراگیر دالبی اتموس مجهز شود. «جعبه» که سال اصلی مینستری آو ساوند است، اکنون به یک سیستم صوتی ۲۴ کانال متشکل از ۶۴ بلندگو مجهز است و به هنرمندان این امکان را می‌دهد که جهت پخش صداهای به‌خصوص در فضای سالن را کنترل کنند.

## مینستری

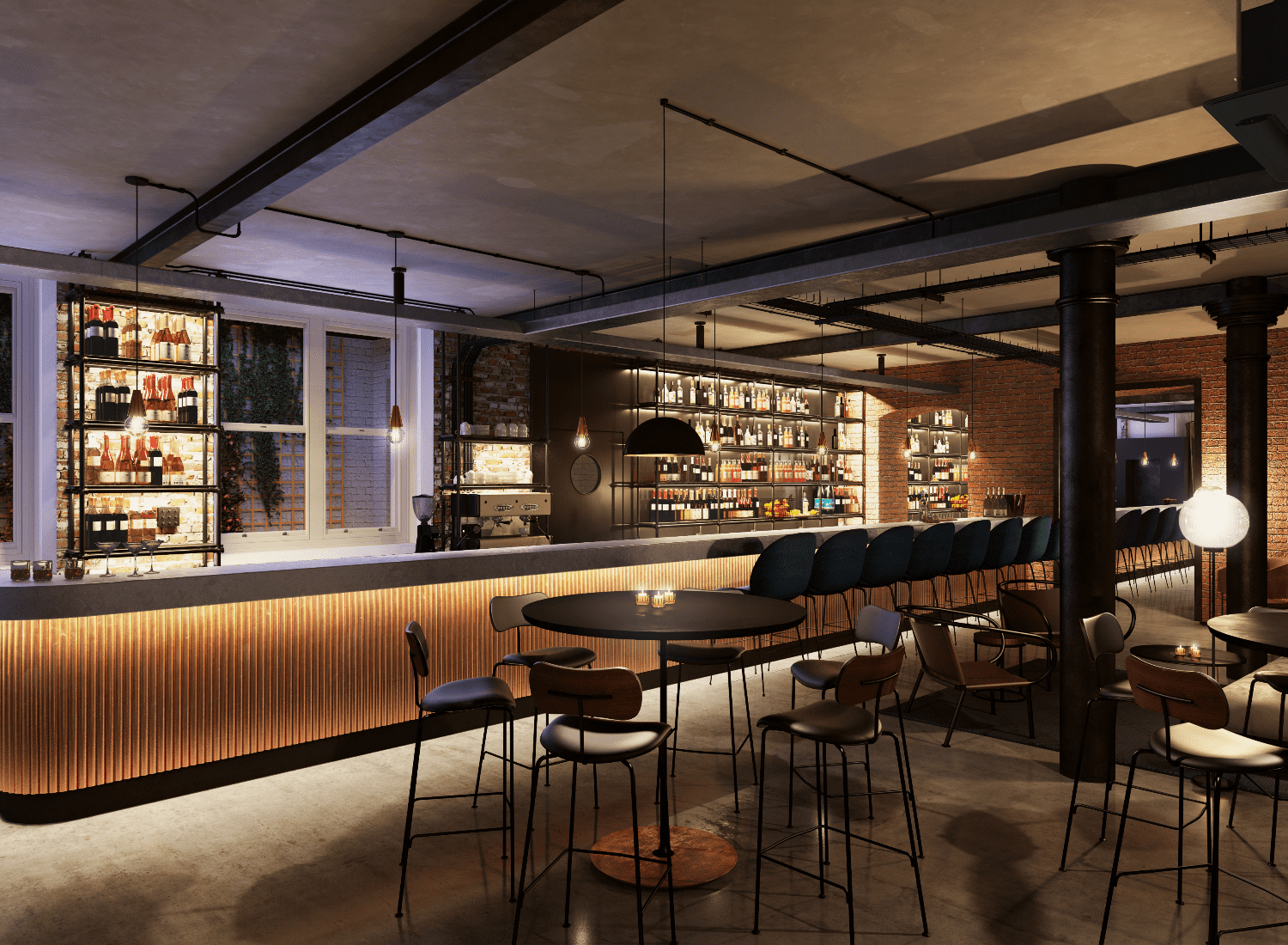
پیشخوان بار در مینستری

مینستری یک باشگاه جدید برای اعضا و یک فضای کاری اشتراکی برای تجارت‌های خلاقانه است که در سال ۲۰۱۸ در لندن افتتاح شد. این ساختمان که در جادهٔ بارو واقع شده‌است، یک ساختمان چهار طبقه بوده و شامل دفترهای خصوصی و فضاهای کاری اشتراکی، فضاهای مخصوص ملاقات، استودیوهای عایق در برابر صدا، یک مجموعه فناوری همه‌جانبه، یک رستوران با خدمات کامل، یک بار به طول ۷۰ فوت (۲۱ متر)، یک بهارخواب خارجی، یک سالن سینما با ۴۰ صندلی و فضای اختصاصی برای رویدادها همراه با برنامه‌های رویدادی متنوع می‌شود.

## تناسب اندام

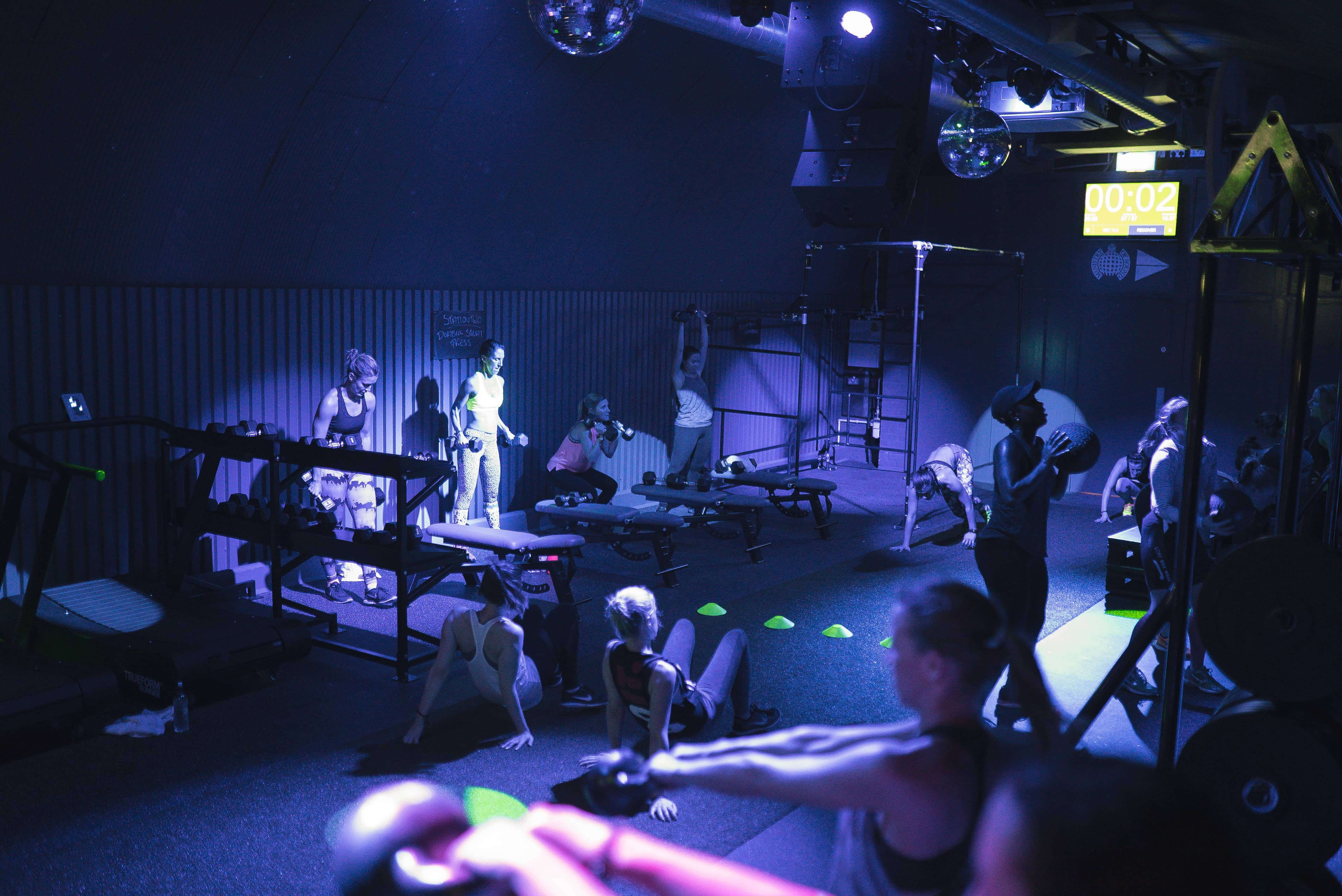
برگزاری کلاس تناسب اندام در استودیوی تناسب اندام مینستری آو ساوند

استودیوی تناسب اندام (که پیش از این به‌عنوان انبار باشگاه برای انبار کردن نوشیدنی‌های الکلی کاربرد داشت) در فوریه ۲۰۱۷ افتتاح شد. ایدهٔ کلی این باشگاه شامل سیستم صوتی و نورپردازی به‌سبک باشگاه شبانه در ترکیب با تمرین‌های متناوب و قراردادی با شدت بالا و تحت نظارت مربی می‌شود. کلاس‌های این استودیو از دوشنبه تا یکشنبه برگزار می‌شوند و نوشیدنی‌هایی از شیک‌های پروتئینی گرفته تا کوکتل‌های الکلی در بار مستقر در استودیو در دسترس هستند.

## نشر موسیقی
بنگاه نشر موسیقی مینستری آو ساوند در سال ۲۰۱۵ پایه‌گذاری شد. این بنگاه که توسط بن بادی برپا شده‌است، مستقل از لیبل پخش موسیقی است که پیش از این به مالکیت سونی میوزیک درآمد.